# 코임브라 B역
코임브라 B 역(포르투갈어: Estação Ferroviária de Coimbra-B)은 포르투갈의 코임브라에 위치한 역이다. 당초 노르트 선의 개통과 함께 "코임브라 역"으로 개업했지만, 1885년 코임브라 지선이 개통하며 코임브라 시내에 새로운 코임브라 역이 생기면서 현재의 이름으로 개칭하였다. 이 때문에 현지에서는 벨랴역(포르투갈어: Estação Velha→"옛 역")으로도 자주 언급된다. 고속열차 알파 펜둘라르와 프랑스, 스페인 등지로 가는 국제열차가 정차한다.